# 联合国青年澳大利亚
澳大利亚联合国青年组织是一个由青年领导的全国性组织，旨在就全球问题对澳大利亚年轻人进行教育和赋权，并促进澳大利亚年轻人对联合国工作、人权和国际关系的了解。 该组织完全由高中毕业且年龄在 24 岁以下的志愿者运营， 每年有超过 15,000 名年轻人参加联合国澳大利亚青年组织的计划、活动和活动。
澳大利亚联合国青年团附属于澳大利亚联合国协会 ，但不是澳大利亚联合国协会的一个部门或由其运营。该协会作为联合国协会世界联合会的成员，具有经社理事会的咨商地位。联合国青年组织还与澳大利亚外交和贸易部密切合作，开展年度澳大利亚青年驻联合国代表计划。 
联合国青年团是一个由董事会监督的联合组织，董事会任命一名全国执行官，每个州和地区的分支机构均由独立执行官监督。 每个部门独立运作并协作组织全国性活动和项目。

## 活动运营
澳大利亚联合国青年团完全由 1,000 多名 25 岁以下志愿者组成的团队运营。

### 国家活动
澳大利亚联合国青年组织每年举办三项全国性活动：联合国青年全国会议、Evatt比赛全国总决赛、以HV 埃瓦特博士命名的联合国安理会比赛以及公开演讲比赛(Voice)演讲之声演讲比赛全国总决赛。这些会议的参与者是来自澳大利亚各地中学的学生。联合国青年全国会议在指定的澳大利亚首府城市轮流举行，这些城市是：珀斯、达尔文、布里斯班、墨尔本、悉尼、阿德莱德、霍巴特。 

#### 联合国青年全国会议
全国会议是为 9 至 12 年级学生举办的为期一周的教育会议，每年在不同的首都城市举行。澳大利亚联合国青年组织、新西兰联合国青年组织和一些国际组织的各州和地区分部均派代表（学生和志愿者）参加全国会议。澳大利亚各州的联合国青年组织对于参加联合国青年全国会议有着不同的筛选程序，对于南澳来说，参加联合国青年全国会议的代表是由五个保密人进行选举产生的，一般每年南澳洲产生14名代表。

#### EVATT（安理会模拟）竞赛
联合国青年澳大利亚分部及其州和领地分部组织了澳大利亚最大的高中锦标赛之一：全国Evatt比赛，这是一项联合国安理会模拟联合国比赛，以杰出的澳大利亚政治家、外交家和法学家HV 埃瓦特博士的名字命名。

#### 演讲之声比赛
Voice （页面存档备份，存于）演讲之声 是一项针对 7 至 10 年级学生的公开演讲比赛。学生需要提出社会、经济或政治问题的解决方案，然后回答评委的即兴问题。

### 国际活动
除了国内会议外，联合国青年澳大利亚组织还开展六次国际旅行。

#### 美国政治之旅
每年一月，一个中学生代表团访问美国，在华盛顿特区和纽约会见美国和联合国官员。

#### 青年外交官之旅
同样在 1 月，澳大利亚联合国青年团派出一个由 16 名中学生组成的代表团访问联合国维也纳办事处，这是欧洲之旅的一部分，重点关注国际关系、现代历史以及与全球政治相关的欧洲组织。

#### 东帝汶项目
7月，澳大利亚联合国青年团与Destination Dreaming （页面存档备份，存于）合作开展太平洋项目，安排中学生参观发展项目、会见外交官、亲眼目睹非政府组织的运作，并有机会体验东帝汶的生活。

#### 新西兰领袖之旅
同样在 7 月，该组织派出一个中学生代表团参加新西兰领袖之旅，通过密切组织的新西兰之旅，重点关注毛利文化和毛利人与白种人的关系，促进跨文化主义以及原住民和非原住民年轻澳大利亚人之间的接触。与联合国青年新西兰合作。

#### 中东经历
2015年，澳大利亚联合国青年团启动了中东体验项目，其中中学代表参观了该地区的两个国家。

#### 新兴领袖计划
2019年，联合国青年澳大利亚分部启动了“新兴领袖计划”，来自澳大利亚各地的16名中学生前往日本、韩国和中国参观。

### 部门活动
联合国青年澳大利亚分部还协调其州或地区的活动，例如年度州会议和 Evatt 竞赛分区轮次、声音竞赛、教育性学校参观和演讲者论坛。

## 澳大利亚驻联合国青年代表
自 1999 年以来，澳大利亚联合国青年组织每年都会与外交和贸易部合作，选出并支持一名参加联合国大会的青年代表。青年代表在全国范围内进行了广泛的咨询之旅，以接触和发现对澳大利亚年轻人来说最重要的问题，并作为澳大利亚代表团的认可成员前往纽约，在联合国代表澳大利亚青年。
| 姓名                     | 年        | 联合国大会声明 |
| 安德鲁·哈德森            | 1999年    |                |
| 凯莉·麦克杜格尔          | 2000年    |                |
| 克尔斯滕·哈根            | 2001年    | [ 8 ]          |
| 丽贝卡·詹金              | 2002年    |                |
| 亚当·斯密                | 2003年    | [ 9 ]          |
| 猫涛阮                   | 2004年    |                |
| 本·怀特豪斯              | 2005年    |                |
| 埃莉斯·克莱因            | 2006年    | [ 10 ]         |
| 本·格鲁姆                | 2007年    | [ 11 ]         |
| 伊丽莎白·肖和梅兰妮·普尔 | 2008年    | [ 12 ]         |
| 克里斯·瓦尔尼            | 2009年    | [ 13 ]         |
| 萨马·哈迪德              | 2010年    | [ 14 ]         |
| 本森·萨罗                | 2011年    | [ 15 ] [ 16 ]  |
| 丹·瑞安                  | 2012年    | [ 17 ]         |
| 亚当·普尔福德            | 2013年    | [ 18 ]         |
| 劳拉·约翰                | 2014年    | [ 19 ]         |
| 谢伊·斯皮林斯            | 2015年    | [ 20 ]         |
| 克里斯·艾格兰德          | 2016年    | [ 21 ]         |
| 佩吉·伯顿                | 2017年    | [ 22 ]         |
| 阿莫斯·华盛顿            | 2018年    | [ 23 ]         |
| 卡里姆·埃尔-安萨里       | 2019年    |                |
| 露西·斯特罗纳克          | 2020/21年 |                |
| 2022年应疫情中断         | 2022      |                |
| 伊莫金·凯恩              | 2023年    | [ 24 ]         |

## 外部連結
- 官方网站

1. ↑  .   [2023-07-09] （美国英语）.